# バレーボールモロッコ男子代表
バレーボールモロッコ男子代表は、バレーボールの国際大会で編成されるモロッコの男子バレーボールナショナルチームである。
1959年に国際バレーボール連盟へ加盟。

## 過去の成績

### オリンピックの成績
- 2008年 - アフリカ予選敗退

### 世界選手権の成績
- 2002年 - アフリカ予選敗退
- 2006年 - アフリカ予選敗退
- 2010年 - アフリカ予選敗退

### アフリカ選手権の成績
| - 1976年 - 3位 - 1993年 - 5位 - 1999年 - 5位 - 2003年 - 5位 - 2005年 - 4位 - 2009年 - 4位 | - 2011年 - 6位 - 2013年 - 3位 - 2015年 - 3位 - 2017年 - 5位 - 2019年 - 5位 - 2021年 - 4位 | - 2023年 - 8位 |